# Congo-Kinshasa op de Olympische Zomerspelen 2024
Congo-Kinshasa nam deel aan de Olympische Zomerspelen 2024 in Parijs, Frankrijk.

## Aantal deelnemers
Hieronder volgt een overzicht van de atleten die zich kwalificeerden voor de Olympische Zomerspelen van 2024.
| Sport    | Mannen | Vrouwen | Totaal |
| -------- | ------ | ------- | ------ |
| Atletiek | 1      | 0       | 1      |
| Boksen   | 0      | 2       | 2      |
| Judo     | 1      | 0       | 1      |
| Zwemmen  | 1      | 1       | 2      |
| Totaal   | 3      | 3       | 6      |

## Deelnemers en resultaten

### Atletiek

#### Loopnummers
Mannen
| atleet                    | onderdeel | voorronde | voorronde | series   | series | herkansingen | herkansingen | halve finale   | halve finale   | finale         | finale         |
| atleet                    | onderdeel | tijd      | rang      | tijd     | rang   | tijd         | rang         | tijd           | rang           | tijd           | rang           |
| ------------------------- | --------- | --------- | --------- | -------- | ------ | ------------ | ------------ | -------------- | -------------- | -------------- | -------------- |
| Dominique Lasconi Mulamba | 100 m     | 10,54     | 3 q       | 10,53 SB | 7      | n.v.t.       | n.v.t.       | niet geplaatst | niet geplaatst | niet geplaatst | niet geplaatst |

Mulamba testte na zijn tweede wedstrijd positief op een anabole steroïde. Hierdoor werden zijn resultaten geschrapt.

### Boksen
Vrouwen
| atleet                 | onderdeel     | eerste ronde         | tweede ronde         | kwartfinale          | halve finale         | finale               | rang           |
| atleet                 | onderdeel     | tegenstander uitslag | tegenstander uitslag | tegenstander uitslag | tegenstander uitslag | tegenstander uitslag | rang           |
| ---------------------- | ------------- | -------------------- | -------------------- | -------------------- | -------------------- | -------------------- | -------------- |
| Marcelat Sakobi Matshu | vedergewicht  | Turdibekova V 2 - 3  | niet geplaatst       | niet geplaatst       | niet geplaatst       | niet geplaatst       | niet geplaatst |
| Brigitte Mbabi         | weltergewicht | bye                  | Suwannapheng V 1 - 4 | niet geplaatst       | niet geplaatst       | niet geplaatst       | niet geplaatst |

### Judo
Mannen
| atleet        | onderdeel | eerste ronde         | tweede ronde         | derde ronde          | kwartfinale          | halve finale         | herkansing           | finale / BM          | finale / BM    |
| atleet        | onderdeel | tegenstander uitslag | tegenstander uitslag | tegenstander uitslag | tegenstander uitslag | tegenstander uitslag | tegenstander uitslag | tegenstander uitslag | rang           |
| ------------- | --------- | -------------------- | -------------------- | -------------------- | -------------------- | -------------------- | -------------------- | -------------------- | -------------- |
| Arnold Kisoka | −60 kg    | n.v.t.               | Walczak V 00 - 10    | niet geplaatst       | niet geplaatst       | niet geplaatst       | niet geplaatst       | niet geplaatst       | niet geplaatst |

### Zwemmen
Mannen
| atleet                    | onderdeel       | series | series | halve finale   | halve finale   | finale         | finale         |
| atleet                    | onderdeel       | tijd   | rang   | tijd           | rang           | tijd           | rang           |
| ------------------------- | --------------- | ------ | ------ | -------------- | -------------- | -------------- | -------------- |
| Aristote Ndombe Impelenga | 50 m vrije slag | 29,04  | 70     | niet geplaatst | niet geplaatst | niet geplaatst | niet geplaatst |

Vrouwen
| atlete                | onderdeel       | series | series | halve finale   | halve finale   | finale         | finale         |
| atlete                | onderdeel       | tijd   | rang   | tijd           | rang           | tijd           | rang           |
| --------------------- | --------------- | ------ | ------ | -------------- | -------------- | -------------- | -------------- |
| Divine Miansadi Mpolo | 50 m vrije slag | 44,10  | 79     | niet geplaatst | niet geplaatst | niet geplaatst | niet geplaatst |